# Giorgio Alberto di Sassonia-Weissenfels-Barby
Giorgio Alberto di Sassonia-Weißenfels-Barby (Dessau, 19 aprile 1695 – Barby, 12 giugno 1739) fu principe di Sassonia-Weissenfels e conte di Barby.

## Biografia
Giorgio Alberto di Sassonia-Weissenfels-Barby nacque a Dessau il 19 aprile 1695 ed era il sesto figlio, secondo tra i sopravvissuti, del conte Enrico di Sassonia-Weissenfels-Barby e di Elisabetta Albertina di Anhalt-Dessau.
Prima della sua nascita erano morti già due suoi fratelli maggiori (entrambi chiamati Giovanni Augusto) e due gemelli. Alla morte del suo fratello maggiore, Federico Enrico (deceduto il 21 novembre 1711 nei Paesi Bassi, a L'Aia, mentre si trovava li per il grand tour), Giorgio Alberto divenne erede della contea di Barby. Egli succedette al padre sul trono alla morte di questo il 16 febbraio 1728.
Nell'amministrazione della contea proseguì la linea del padre. Morì, dopo soli undici anni di governo, senza eredi e con lui si estinse la casata di Sassonia-Weissenfels-Barby ed il governo della contea tornò all'elettore di Sassonia.
Venne sepolto nella cappella di famiglia fatta costruire da suo padre a Barby.

## Matrimonio
A Forst, Niederlausitz il 18 febbraio 1721, Giorgio Alberto sposò Augusta Luisa di Württemberg-Oels. La nonna materna di Augusta era Giustina Sofia di Barby-Mühlingen, sorella dell'ultimo conte di Barby di quella dinastia il che avrebbe dovuto rafforzare ancora di più i legami tra le due famiglie, corroborando nel contempo la legittimità del governo dei Sassonia-Weissenfels sul trono di Barby.
Il matrimonio fu però estremamente infelice e la coppia infine si separò nel 1732 dopo undici anni di unione senza figli. Augusta Luisa fece ritorno alla casa paterna e morì sei mesi prima di Giorgio Alberto. Nessuno dei due coniugi si risposò.

## Ascendenza
|                                                    |                                           |                                                 | Genitori                                  |  |  | Nonni |  |  | Bisnonni                                      |  |  | Trisnonni                                  |  |
|                                                    |                                           |                                                 |                                           |  |  |       |  |  | Johann Georg I, principe elettore di Sassonia |  |  | Christian I, principe elettore di Sassonia |  |
|                                                    |                                           |                                                 |                                           |  |  |       |  |  | Johann Georg I, principe elettore di Sassonia |  |  | Christian I, principe elettore di Sassonia |  |
|                                                    |                                           | Sophie von Brandenburg                          |                                           |  |  |       |  |  | Johann Georg I, principe elettore di Sassonia |  |  |                                            |  |
| August, duca di Sassonia-Weissenfels               |                                           |                                                 |                                           |  |  |       |  |  | Johann Georg I, principe elettore di Sassonia |  |  |                                            |  |
|                                                    |                                           | Magdalena Sibylle von Preußen                   | Albrecht Friedrich, duca di Prussia       |  |  |       |  |  |                                               |  |  |                                            |  |
|                                                    |                                           | Magdalena Sibylle von Preußen                   | Albrecht Friedrich, duca di Prussia       |  |  |       |  |  |                                               |  |  |                                            |  |
|                                                    |                                           | Magdalena Sibylle von Preußen                   | Marie Eleonore von Jülich-Kleve-Berg      |  |  |       |  |  |                                               |  |  |                                            |  |
| Heinrich, duca di Sassonia-Weissenfels-Barby       |                                           | Magdalena Sibylle von Preußen                   |                                           |  |  |       |  |  |                                               |  |  |                                            |  |
|                                                    |                                           | Adolf Friedrich I, duca di Meclemburgo-Schwerin | Johann VII, duca di Meclemburgo-Schwerin  |  |  |       |  |  |                                               |  |  |                                            |  |
|                                                    |                                           | Adolf Friedrich I, duca di Meclemburgo-Schwerin | Johann VII, duca di Meclemburgo-Schwerin  |  |  |       |  |  |                                               |  |  |                                            |  |
|                                                    |                                           | Adolf Friedrich I, duca di Meclemburgo-Schwerin | Sophia von Schleswig-Holstein-Gottorf     |  |  |       |  |  |                                               |  |  |                                            |  |
| Anna Maria zu Mecklenburg-Schwerin                 |                                           | Adolf Friedrich I, duca di Meclemburgo-Schwerin |                                           |  |  |       |  |  |                                               |  |  |                                            |  |
|                                                    |                                           | Anna Maria von Ostfriesland                     | Enno III, conte della Frisia orientale    |  |  |       |  |  |                                               |  |  |                                            |  |
|                                                    |                                           | Anna Maria von Ostfriesland                     | Enno III, conte della Frisia orientale    |  |  |       |  |  |                                               |  |  |                                            |  |
|                                                    |                                           | Anna Maria von Ostfriesland                     | Anna von Schleswig-Holstein-Gottorf       |  |  |       |  |  |                                               |  |  |                                            |  |
| Georg Albrecht, duca di Sassonia-Weissenfels-Barby |                                           | Anna Maria von Ostfriesland                     |                                           |  |  |       |  |  |                                               |  |  |                                            |  |
|                                                    | Johann Kasimir, principe di Anhalt-Dessau | Johann Georg I, principe di Anhalt-Dessau       |                                           |  |  |       |  |  |                                               |  |  |                                            |  |
|                                                    | Johann Kasimir, principe di Anhalt-Dessau | Johann Georg I, principe di Anhalt-Dessau       |                                           |  |  |       |  |  |                                               |  |  |                                            |  |
|                                                    | Johann Kasimir, principe di Anhalt-Dessau | Dorothea von Pfalz-Simmern                      |                                           |  |  |       |  |  |                                               |  |  |                                            |  |
| Johann Georg II, principe di Anhalt-Dessau         | Johann Kasimir, principe di Anhalt-Dessau |                                                 |                                           |  |  |       |  |  |                                               |  |  |                                            |  |
|                                                    |                                           | Agnes von Hessen-Kassel                         | Moritz, langravio d'Assia-Kassel          |  |  |       |  |  |                                               |  |  |                                            |  |
|                                                    |                                           | Agnes von Hessen-Kassel                         | Moritz, langravio d'Assia-Kassel          |  |  |       |  |  |                                               |  |  |                                            |  |
|                                                    |                                           | Agnes von Hessen-Kassel                         | Juliane von Nassau-Dillenburg             |  |  |       |  |  |                                               |  |  |                                            |  |
| Elisabeth Albertine von Anhalt-Dessau              |                                           | Agnes von Hessen-Kassel                         |                                           |  |  |       |  |  |                                               |  |  |                                            |  |
|                                                    |                                           | Frederik Hendrik, principe d'Orange             | Willem I, principe d'Orange               |  |  |       |  |  |                                               |  |  |                                            |  |
|                                                    |                                           | Frederik Hendrik, principe d'Orange             | Willem I, principe d'Orange               |  |  |       |  |  |                                               |  |  |                                            |  |
|                                                    |                                           | Frederik Hendrik, principe d'Orange             | Louise de Coligny                         |  |  |       |  |  |                                               |  |  |                                            |  |
| Henriëtte Catharina van Nassau                     |                                           | Frederik Hendrik, principe d'Orange             |                                           |  |  |       |  |  |                                               |  |  |                                            |  |
|                                                    |                                           | Amalie zu Solms-Braunfels                       | Johann Albrecht, conte di Solms-Braunfels |  |  |       |  |  |                                               |  |  |                                            |  |
|                                                    |                                           | Amalie zu Solms-Braunfels                       | Johann Albrecht, conte di Solms-Braunfels |  |  |       |  |  |                                               |  |  |                                            |  |
|                                                    |                                           | Amalie zu Solms-Braunfels                       | Agnes zu Sayn-Wittgenstein                |  |  |       |  |  |                                               |  |  |                                            |  |
|                                                    |                                           | Amalie zu Solms-Braunfels                       |                                           |  |  |       |  |  |                                               |  |  |                                            |  |